# Прва башта Србије
Прва башта Србије је телевизијски серијал који се од 14. октобра 2018. године емитује на РТС 1. 

## О емисији
Прва башта Србије је забавно-едукативни телевизијски формат. У свакој емисији, две породице се такмиче која ће за само три дана лепше уредити своју башту или терасу. Предвођени водитељем-домаћином и стручњацима из области хортикултуре, учесници добијају шансу да креативно и маштовито осмисле своју башту из снова и активно учествују у њеном настајању. Дванаест победничких породица иде у велико финале у којем ће бити одлучено ко ће понети титулу најбоље баште, али и баштована Србије. Серијал обилује практичним саветима и малим тајнама мајстора хортикултуре. 